# Le Gorille de Brooklyn

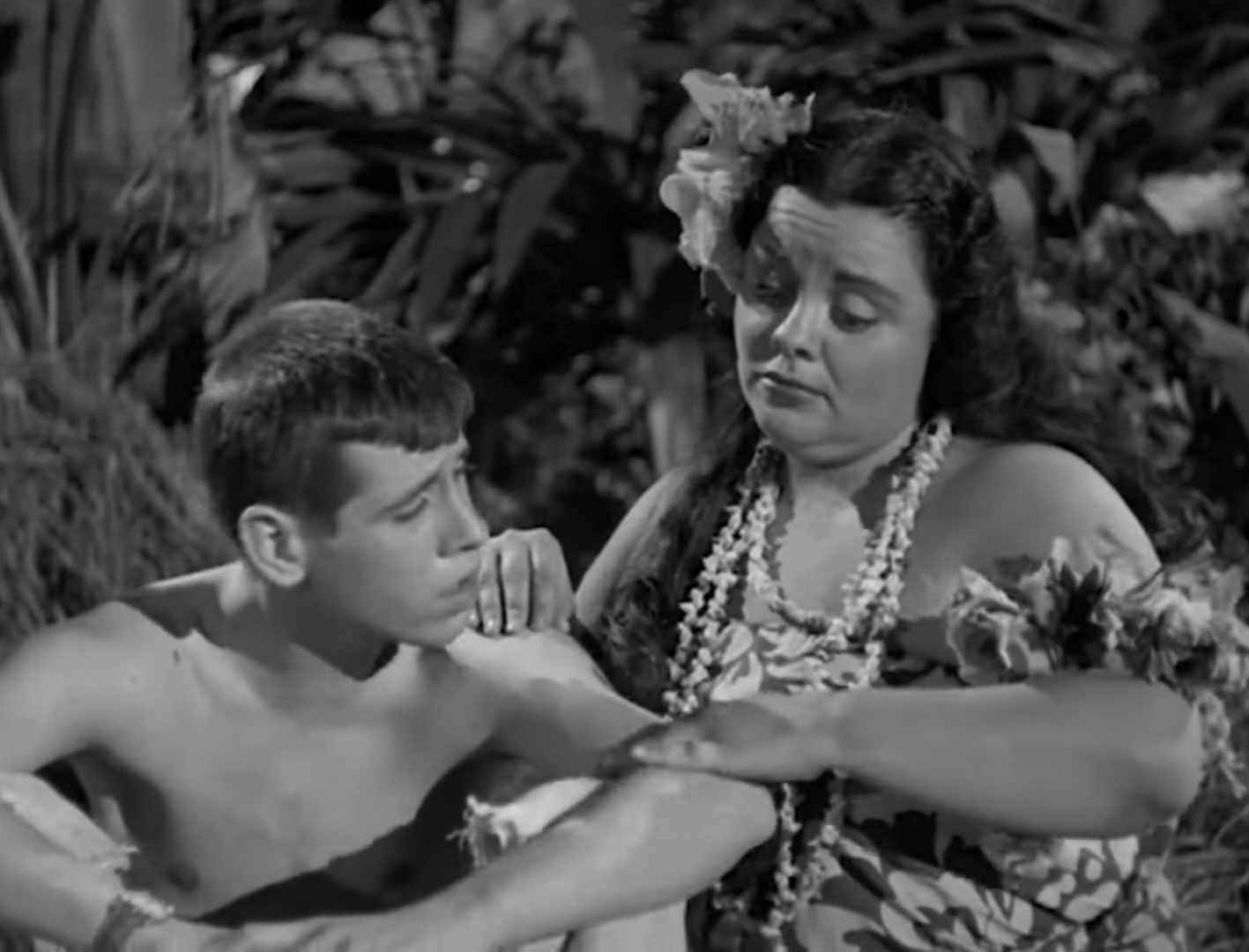
Samy Petrillo et Muriel Landers dans Le Gorille de Brooklyn

Le Gorille de Brooklyn (Bela Lugosi Meets a Brooklyn Gorilla) est une comédie horrifique et de science-fiction réalisé en 1952 par William Beaudine

## Synopsis
Duke et Sammy, deux artistes de music-hall se retrouvent accidentellement sur une île du Pacifique peuplée par une tribu primitive. Après que Nona, la fille du chef de la tribu ait refusé que les deux hommes soient exécutés, ceux-ci sont accueillis chaleureusement et une idylle commence à naître entre Nona et Duke, tandis que Sammy est courtisé par Saloma , mais ce dernier n'apprécie pas ses rondeurs et la fuit.. Souhaitant trouver un moyen de rentrer aux États-Unis, les deux hommes vont rencontrer le docteur Zabor qui dans son laboratoire à l'autre bout de l'île, se livre a d'étranges expériences en rapport avec la théorie de l'évolution. Nona lui sert d'assistante dans ses travaux et le savant est secrètement épris d'elle. Lorsque ce dernier s'aperçoit que la jeune femme est amoureuse de Duke, il se débarrasse de son rival en le transformant en gorille. Celui-ci malgré sa condition arrive à faire comprendre à son collègue qu'il est Duke, ils s'échappent alors qu'une femelle gorille se mêle de la partie, Zabor, armé d'un fusil, les poursuit, il tire sur Duke transformé en gorille, Sammy s'interpose est meurt… Mais tout cela n'était qu'un rêve, il se réveille dans sa loge d'artiste à Brooklyn, il retrouve Saloma et l'embrasse tendrement tandis que Bela Lugosi les regarde d'un sale œil.

## Fiche technique
- Titre original : Bela Lugosi Meets a Brooklyn Gorilla
- Titre français : Le Gorille de Brooklyn
- Réalisateur : William Beaudine
- Scénario :  Tim Ryan
- Musique : Richard Hazard
- Photographie : Charles Van Enger
- Date de sortie :
  - États-Unis : 4 septembre 1952.
- Durée ; 74 minutes
- Pays de production :  États-Unis
- Langue : Anglais
- Format : Noir et blanc
- Genre : Comédie horrifique, aventure, science fiction

## Distribution
- Bela Lugosi : Dr. Zabor
- Duke Mitchell : lui-même
- Sammy Petrillo : lui-même
- Charlita : Nona
- Muriel Landers : Saloma
- Al Kikume : le chef Rakos
- Mickey Simpson : Chula, le serviteur et homme de main de Zabor
- Milton Newberger : Bongo le sorcier
- Martin Garralaga : Pepe Bordo, l'homme de loi
- Ramona la femelle chimpanzé :  elle-même
- Steve Calvert : un gorille
- Ray Corrigan : un gorille
- Luigi Faccuito : un membre de la tribu
- William Wilkerson : un membre de la tribu